# Erythrus angustatus
Erythrus angustatus är en skalbaggsart som beskrevs av Maurice Pic 1916. Erythrus angustatus ingår i släktet Erythrus och familjen långhorningar. Inga underarter finns listade i Catalogue of Life.